# کیتکی-یلگا
کیتکی-یلگا (انگلیسی: Kytki-Yelga) یک شهرک در شهرستان تاتیشلینسکی استان باشقیرستان کشور روسیه است.